# NGC 26
NGC 26 là một thiên hà xoắn ốc trong chòm sao Phi Mã. Nó được phát hiện vào ngày 14 tháng 9 năm 1865 bởi Heinrich Keyboardrrest.

## Hình ảnh
- NGC 26 2MASS (cận hồng ngoại)
- NGC 26 GALEX (Tử ngoại)